# Unruhen in Tallinn 2007

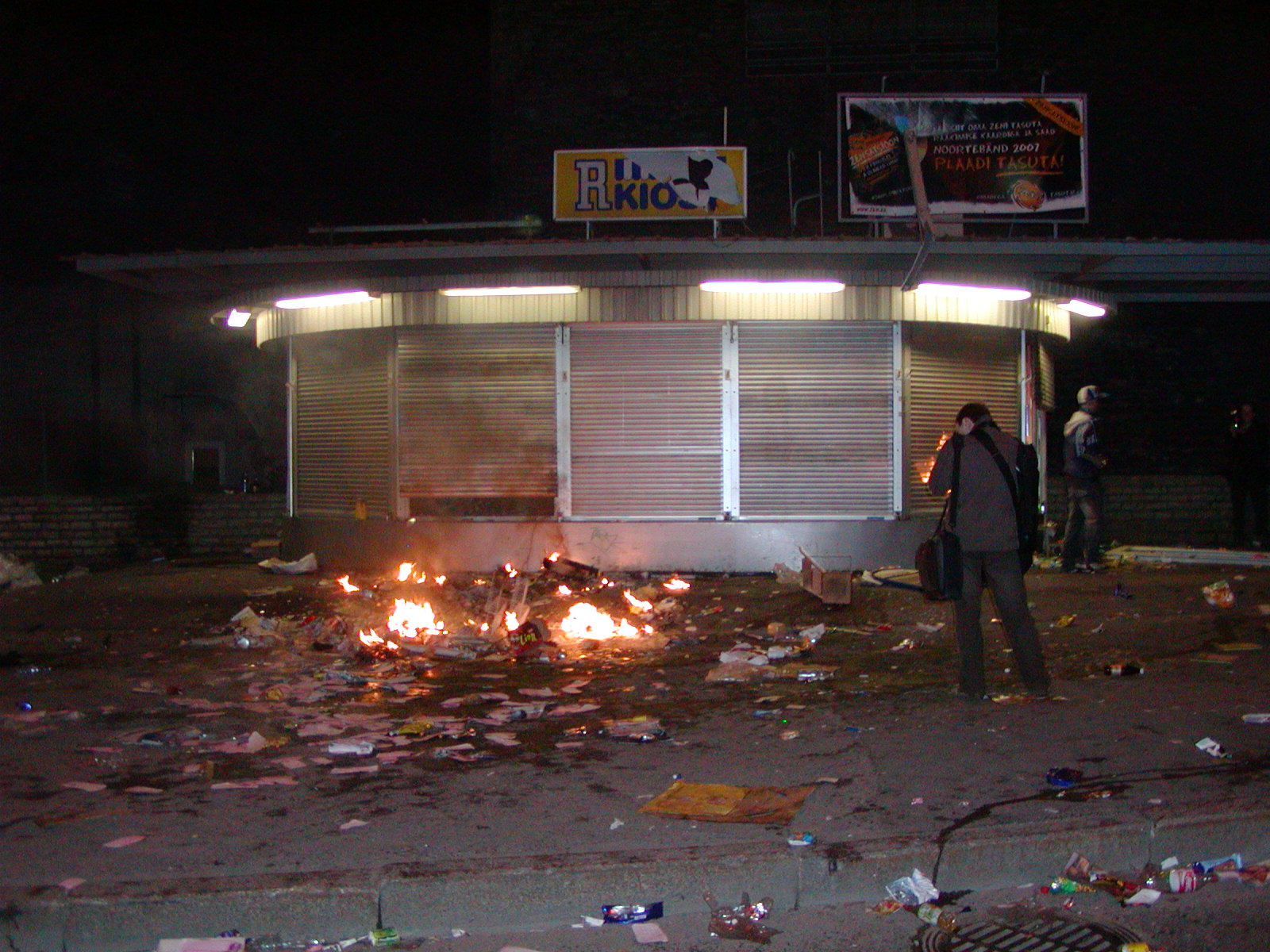
Unruhen in der Nacht zum 27. April 2007

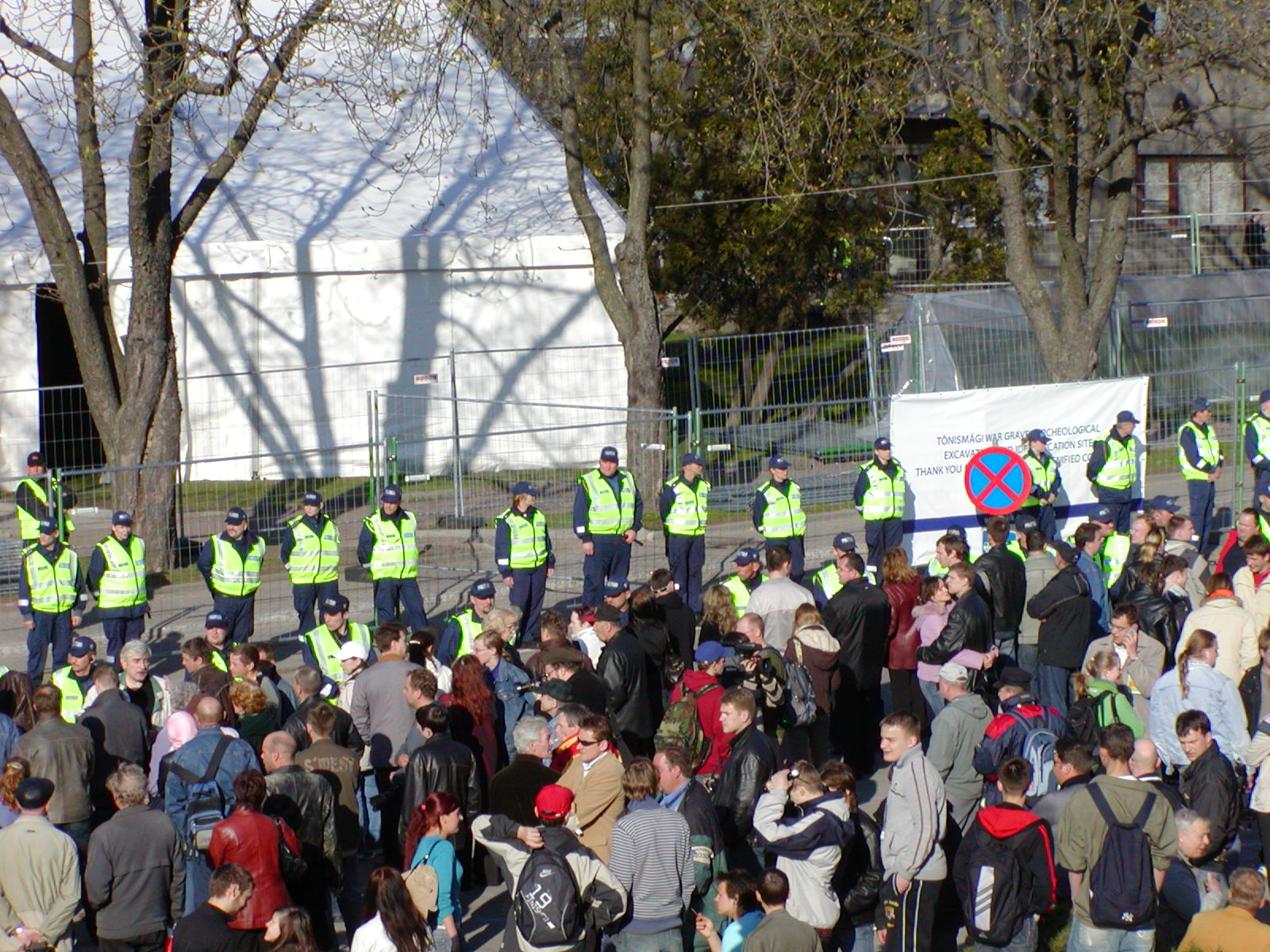
Demonstrationen am 26. April 2007

Die Unruhen in Tallinn (pronksiööd) waren gewalttätige Demonstrationen in der estnischen Hauptstadt Tallinn, welche am Abend des 26. April 2007 begannen und zwei Nächte andauerten.
Die Gewalttaten waren die Eskalation eines Konfliktes um die Versetzung eines Denkmals, des Bronzesoldaten von Tallinn, und die Exhumierung von Kriegsgefallenen an dieser Stelle. Die Statue wurde am 27. April von ihrem bisherigen Standort am Tõnismägi entfernt und später auf dem Kriegsgefallenenfriedhof Filtri-Straße in Tallinn wieder aufgestellt.
Etwa 1500 Personen, mehrheitlich russischsprachige Jugendliche, lieferten sich Straßenschlachten mit der Polizei. Ein Teil von ihnen randalierte danach in der Innenstadt. Die Polizei war darauf nicht vorbereitet und verhielt sich etwa drei bis vier Stunden, zwischen 22:00 Uhr und 02:00 Uhr, passiv. In dieser Zeit plünderten und zerstörten 800 Demonstranten zahlreiche Geschäfte im Stadtzentrum. Die Unruhen forderten ein Todesopfer und 70 Verletzte. Rund 900 Personen wurden festgenommen.
Ab dem 27. April 2007 kam es zu mehrwöchigen Hackerangriffen auf Estland, die sich gegen staatliche Organe, darunter das estnische Parlament, der Staatspräsident sowie diverse Ministerien, Banken und Medien richteten und die daher mit den Demonstrationen in Zusammenhang gebracht wurden.
Im Jahr 2008 wurde ein russischstämmiger estnischer Staatsbürger wegen der Hackerangriffe angeklagt und verurteilt. Im März 2009 bekannte sich Konstantin Goloskokow, ein Funktionär der regierungsnahen russischen Jugendorganisation Naschi, als Drahtzieher zu den Angriffen. Die russische Regierung wies in der Folge jedoch alle Vorwürfe zurück.